# CD型星系

 cD型星系或cD星系，是星系型態分類中的一種類型，是巨大的橢圓星系，D型的子類型，有著恆星的巨大星系暈。它們可以在一些富星系團接近中心的地區被發現，它們也被稱為超巨橢圓星系或中心主導星系。

## cD星系
cD-型是在耶基斯星系分類中的一種類型，耶基斯星類中的一兩個類型依然被普遍的使用，包括D類型。在"cD"中的"c"是指這些種星系都很大，因此是巨大星系，而"D"指的是這些星系的外觀是瀰漫性的事實。 A backformation of "cD"背後的訊息通常意味著是中心主導星系 (central Dominant galaxy)。 cD也經常被認為視周遭最大的星系。
cD星系與透鏡星系 (S0) 或橢圓星系 (E#) 相似，但是大了許多倍，有一些的半徑發展已經超過百萬光年。他們呈現類似橢圓的形狀，與巨大的低表面光度外層。目前，我們認為cD是星系合併的結果。有些cD有多個星系核 。cD星系經常是在最亮團星系 (brightest cluster galaxy，BCG) 中的一種星系。許多化石星系群星系也類似於cD BCG星系，讓一些理論學家推測cD星系是化石星系群發展的結果，然後新的星系團再累積在化石星系群的周圍。然而，cD星系本身尚未被發現是場星系，不同於化石星系群 cD型星系大約有20%是最亮團星系 (BCG)。

## 成長
赫柏特 J 路德在1965年率先提出cD星系是在星系團中心的螺旋星系經由星系合併形成的學說。 在此一"吞噬"模式下的成長，會導致cD星系壓倒性的直徑和亮度，在星團中第二亮的星系通常是低亮度的，通常這是已經被"吃"的結果。被"吃"星系的殘骸通常會呈現擴散的氣體和塵埃暈，這些暈的直徑可以達到300萬光年。依據星系星系團的質量不同，估計cD星系團貢獻的質量在1－7%，而所有的重子質量在12.5維里半徑之內
。

### 動態摩擦
動態摩擦被認為在cD星系於星系團中心形成的過程中扮演著非常重要的角色。當大星系在星系團中的運動吸引了較小的星系和暗物質進入它的尾跡時，這個過程就開始了。這些追隨在大星系後面的過密物質和穩定施加在其上的引力，導致大星系的速度減緩。當它是去動能，大星系會逐漸盤旋著朝向星系團的中心。一旦如此，大星系中的恆星、氣體、塵埃和暗物質，以及它的尾跡中的星系，都將如同之前加入它們的星系，有著相同的命運。經由這樣的累積，將造成巨大或超大的瀰漫或橢圓星系。合併的中心或合併星系殘骸在很長的時間中都能被辨認，始cD星系會呈現多"核"的狀態

## cD星系團
cD星系也被用來定義星系團。一個有著cD星系存在於中心的星系團被稱為cD型星系團或cD星系團 。

## cD星系的例子
- 英仙座A[27]。
- NGC 6166[28]。
- IC 1101：已知星系中直徑最大的 (大約550萬光年)[29][30][31]。
- M87：在室女座星系團中心的星系。
- NGC 1399：在天爐座星系團。

## 延伸阅读
- PDF - "A Preliminary Classification of the Forms of Galaxies According to Their Stellar Population" （页面存档备份，存于）, W. W. Morgan, Yerkes Obeservatory, 1958, doi:10.1086/127415, Bibcode：1959PASP...71..394M (PASP 70)
- "Intracluster light and the extended stellar envelopes of cD galaxies: an analytical description" （页面存档备份，存于）, Marc S. Seigar, Alister W. Graham, Helmut Jerjen, July 2007 doi:10.1111/j.1365-2966.2007.11899.x, Bibcode：2007MNRAS.378.1575S, arXiv:astro-ph/0612229v2 (MNRAS 07/2007)